# Іскрівка (Полтавський район)
І́скрівка — село в Україні, у Скороходівській селищній громаді Полтавського району Полтавської області. Населення становить 469 осіб.

## Географія
Село Іскрівка розташоване за 4 км від правого берега річки Коломак, на відстані 1 км розташоване село Нагальне Богодухівського району. Через село протікає пересихаючий струмок із загатою. До села примикає великий лісовий масив (дуб). Поруч проходить залізнична лінія Полтава-Південна — Люботин, на якій розташований зупинний пункт Іскрівка.

## Історія
У реєстрі Полтавського полку 1649 року другим за списком після полковника Мартина Пушкаря значиться Іван Іскренко (козак Іскра). У 1649 році Іван Іскренко був сотником Полтавської міської сотні. Батьком Івана був Гетьман Яків Іскра-Остряниця — один з керівників антипольського повстання 1637—1638 років. Після поразки повстання Яків Іскра-Остряниця перейшов на землі Слобідської України, які не підлягали владі Речі Посполитої, і заснував козацьке місто Чугуїв. Він загинув у 1641 році. Після смерті батька Іван повернувся до Полтави і з дозволу польських властей оселився під містом. Біля річки Коломак він заснував слободу, яку назвали на його честь Іскрівкою.
За даними на 1859 рік у власницькому селі Полтавського повіту Полтавської губернії, мешкало 1386 осіб (643 чоловічої статі та 743 — жіночої), налічувалось 221 дворове господарство, існувала православна церква та 3 заводи, відбувалось 2 ярмарки на рік.
Під час Другої світової війни радянська влада проводила репресії проти місцевого населення. Серед репресованих — Павленко Савелій Павлович (1906 р. н.). Він був заарештований 28 листопада 1941 року і засуджений Військовим трибуналом 12-ї армії 27 січня 1942 року за ст. 16, 54-1, 54-11, 54-10 ч. 2 КК УРСР до розстрілу. Вирок виконано 12 березня 1942 року. Реабілітований Військовим судом Центрального регіону України 21 березня 1997 року.
25 вересня 2015 року Іскрівська сільська рада, в результаті децентралізації, увійшла в Скороходівську селищну громаду.
12 червня 2020 року, відповідно до розпорядження Кабінету Міністрів України № 721-р «Про визначення адміністративних центрів та затвердження територій територіальних громад Полтавської області», село увійшло до складу Скороходівської селищної громади.
19 липня 2020 року, в результаті адміністративно — територіальної реформи та ліквідації Чутівського району, село увійшло до складу новоутвореного Полтавського району.

## Економіка
- «Філенківське», ПП.
- «Іскра», кооператив.

## Об'єкт соціальної сфери
- Школа І—ІІ ст.